# Demogeografija
Demogeografija ili populacijska geografija je dio antropogeografije koji proučava načine na koje su prostorne različitosti u raspodjeli, sastavu, migracijama i rastu stanovništva povezane s prirodom mjestâ.
Ona se bavi:
- Proučavanjem ljudi u njihovoj prostornoj raspodjeli i gustoći
- Povećanjem ili smanjenjem broja stanovnika
- Kretanjima i pokretnošću stanovništva
- Radnom strukturom
- Grupiranjem ljudi u naselja
- Načinom iz geografskih karakteristika mjesta npr. obrasci naselja
- Načinom na koji mjesta reagiraju jedna za drugima na populacijske fenomene npr. imigracija

Sve gore navedeno promatra se kroz prostor i vrijeme.